# Lyskamm Occidentale
Il Lyskamm Occidentale (4.481 m s.l.m. - Westliche Lyskamm in tedesco) è una vetta del Lyskamm nel massiccio del Monte Rosa. Si trova lungo la linea di confine tra l'Italia (Valle d'Aosta) e la Svizzera (Canton Vallese).

## Caratteristiche
Il Lyskamm Occidentale è collegato al Lyskamm Orientale da un sottile filo di cresta che si abbassa fino a quota 4.417 m Sul versante sud (italiano) del Lyskamm si erge il caratteristico Naso del Lyskamm.

## Salita alla vetta

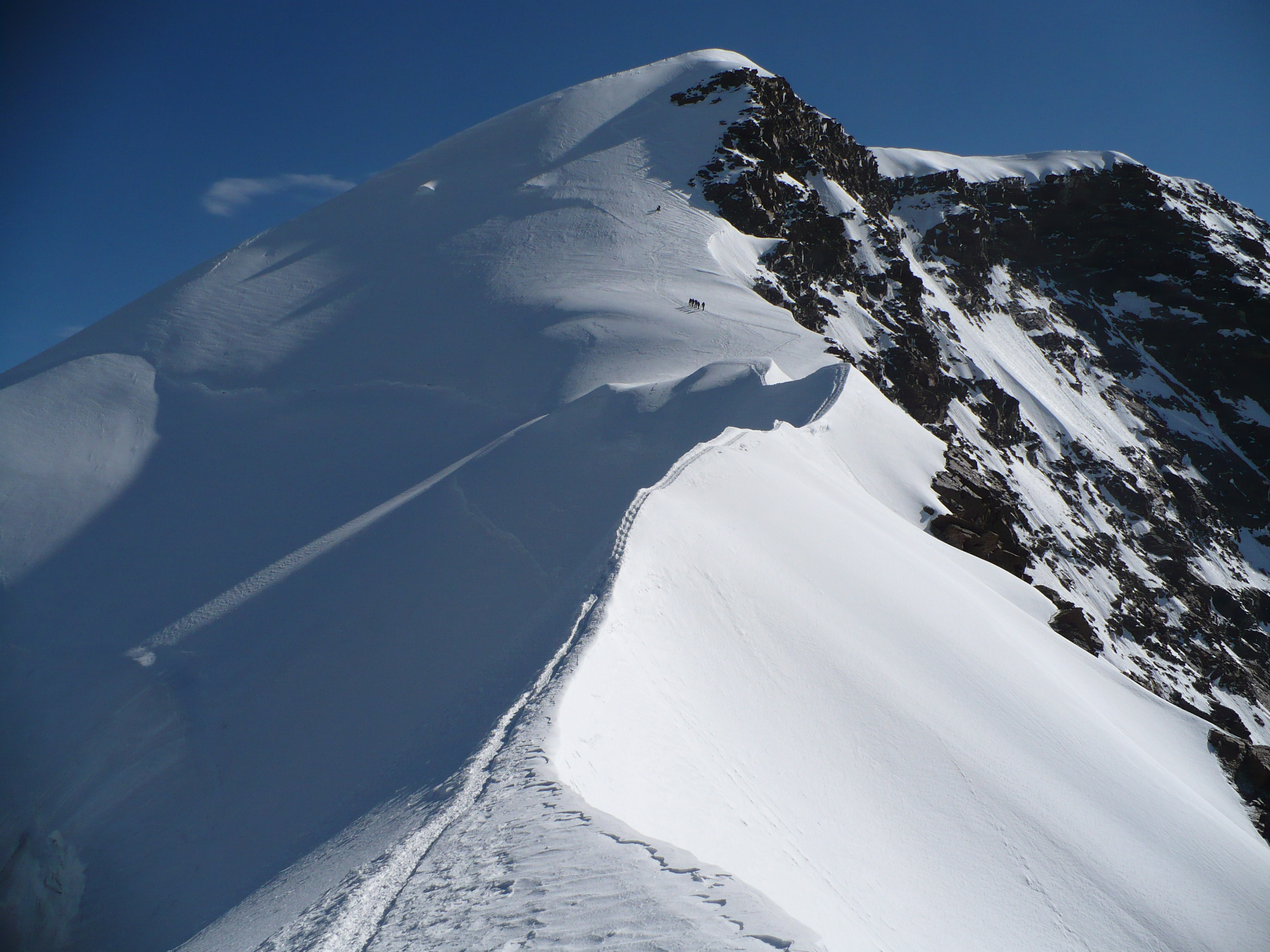
La cresta occidentale del Lyskamm Occidentale vista dal Colle del Felik.

La prima ascensione fu compiuta il 16 agosto 1864 da Leslie Stephen e Edward N. Buxton con Jakob Anderegg e Franz Biner. Gli alpinisti traversarono quindi al Lyskamm Orientale, compiendo anche la prima traversata dal colle Felik al colle del Lys.
La salita al Lyskamm Occidentale avviene normalmente partendo dal Colle del Felik raggiungibile dal rifugio Quintino Sella al Felik. Dal colle si tratta di salire l'aerea cresta occidentale particolarmente affilata ed incorniciata e che raggiunge pendenze fino a 45 gradi.
La vetta può anche essere raggiunta partendo dal Lyskamm Orientale percorrendo il sottile filo di cresta che unisce le due vette.